# Franco De Piccoli
Franco De Piccoli, född 29 november 1937 i Campalto i Venedig, är en italiensk före detta boxare.
Han blev olympisk mästare i tungvikt i boxning vid sommarspelen 1960 i Rom.